# Кубок Высшей лиги по мини-футболу
Кубок Высшей лиги по мини-футболу — соревнование среди лучших мини-футбольных клубов России, проводившееся в 1993—1998 годах вскоре после завершения чемпионата.
В розыгрышах 1993—1996 года участвовали команды, занимавшие по итогам чемпионатов места с 1-го по 8-е. В 1997 году к розыгрышу был допущен «Минкас», финишировавший в первенстве девятым. А в 1998 году трофей был разыгран между чемпионом и серебряным призёром в серии из трёх матчей.
В 2023 году АПМФК «Суперлига» было принято решение о проведении Кубка Лиги по мини-футболу, который можно считать возрождением Кубка Высшей лиги. Участниками турнира станут команды, завершившие первый круг регулярного чемпионата Суперлиги сезона 2023/24 на местах с 1-го по 8-е.

## Победители
| Год  | Место        | Победитель                   | Финалист           | Счёт                              |
| ---- | ------------ | ---------------------------- | ------------------ | --------------------------------- |
| 1993 | Москва       | Дина (Москва)                | КСМ-24 (Москва)    | 3:1                               |
| 1994 | Москва       | Минкас (Москва)              | Дина (Москва)      | 4:3                               |
| 1995 | Москва       | Дина (Москва)                | ВИЗ (Екатеринбург) | 4:1                               |
| 1996 | Челябинск    | Феникс-Локомотив (Челябинск) | КСМ-24 (Москва)    | 6:5                               |
| 1997 | Москва       | КСМ-24 (Москва)              | Дина (Москва)      | 4:3                               |
| 1998 | Екатеринбург | ВИЗ (Екатеринбург)           | Дина (Москва)      | 2:2 (4:3 пен.) 7:7 (7:8 пен.) 3:2 |